# Corinna Heumann
Corinna Heumann (* 1962 in Regensburg) ist eine deutsche Künstlerin.

## Leben
Corinna Heumann wurde 1962 in Regensburg geboren und wuchs in München auf. Sie studierte von 1981 bis 1985 Jura an der Rheinischen Friedrich-Wilhelms-Universität Bonn. Zwischen 1985 und 1989 studierte sie an der Corcoran School of Art, Washington DC., um mit dem Bachelor of Fine Arts Degree abzuschließen. Sie erhielt für das letzte Studienjahr ein Kunststipendium in New York und wurde 1987 mit dem Jeremy Leute Memorial Award for Studio Art ausgezeichnet.
Im Jahr 2021 wurde sie zur Sprecherin für Kultur der paneuropäischen Partei Volt Europe in Bonn gewählt. Gemeinsam mit ihrem Ehemann hat sie einen erwachsenen Sohn.

## Ausstellungen (Auswahl)
- 1991: Galerie Rösinger, Köln
- 1992: Fred Dorfman Gallery, New York
- 1992: Gallery Sho, Tokio
- 1993: Kurfürstliches Gärtnerhaus, Bonn
- 1996: RossStall in der SchlossÖkonomie Gern, Eggenfelden-Gern[3]
- 2000–2020: Galerie Bose, Wittlich
- 2001–2006: Artist‘s Gallery Projekt, Bonn
- 2003: Poltrona Frau, New York
- 2007: The American Institute for Contemporary German Studies (AICGS), Washington DC

## Gruppenausstellungen (Auswahl)
- 1988: New York Studio Show
- 1989: Atheneum Museum, in Alexandria, Virginia
- 1989: The Corcoran Gallery of Art, Washington, D.C.
- 1991: Tiroler Kunstpavillon, Innsbrucker Hofgarten
- 1991: Mährisches Landesmuseum (Moravské zemské muzeum), Tschechien
- 1992: Museum Potsdam
- 1994: Manege St. Petersburg, Russland
- 1998: AXA Versicherung, Köln
- 2002: University of Durham, England[4]
- 2003: Der Mensch, Künstlerforum Bonn
- 2010: Deux Points de Vue, Deutsch-Französisches Kunstforum (Forum d`Art Franco-Allemand)
- 2011: REDUX, Dorfman Projects, New York
- 2014: Superwomen, Frauenmuseum Bonn
- 2014: Siegerland Museum, Oberes Schloss, Siegen
- 2017: Icons of Sustainability, UN Convention on Climate Change COP 23, Frauenmuseum Bonn[5]